# You Was Right
You Was Right è un singolo del rapper statunitense Lil Uzi Vert pubblicato il 27 maggio 2017.

## Descrizione
Il singolo è incluso nel mixtape del rapper Lil Uzi Vert vs. the World, pubblicato nell'aprile 2016.

## Video musicale
Il videoclip del brano è stato pubblicato 5 ottobre 2016. Il video è basato sulla storia Alice nel Paese delle Meraviglie. Lil Uzi e il produttore Metro Boomin interpretano il Cappellaio Matto.

## Tracce
Testi e musiche di Leland Wayne, Symere Woods.
1. You Was Right – 2:43

## Formazione
- Lil Uzi Vert – voce
- Metro Boomin – produzione, programmazione
- Chris Athens – mastering
- Kesha "K. Lee" Lee – missaggio, registrazione[4]

## Classifiche

### Classifica settimanale
| Classifica (2016)         | Posizione massima |
| ------------------------- | ----------------- |
| Stati Uniti               | 40                |
| Stati Uniti (R&B/Hip-Hop) | 16                |
| Stati Uniti (Rap)         | 11                |

### Classifica di fine anno
| Classifica (2016)         | Posizione |
| ------------------------- | --------- |
| Stati Uniti (R&B/Hip-Hop) | 62        |
| Classifica (2017)         | Posizione |
| Stati Uniti (R&B/Hip-Hop) | 97        |